# 9e Screen Actors Guild Awards
De 9e Screen Actors Guild Awards, waarbij prijzen werden uitgereikt voor uitstekende acteerprestaties in film en televisie voor het jaar 2002, gekozen door de leden van de Screen Actors Guild, vonden plaats op 9 maart 2003 in het Shrine Auditorium in Los Angeles. De prijs voor de volledige carrière werd uitgereikt aan Clint Eastwood.

## Film

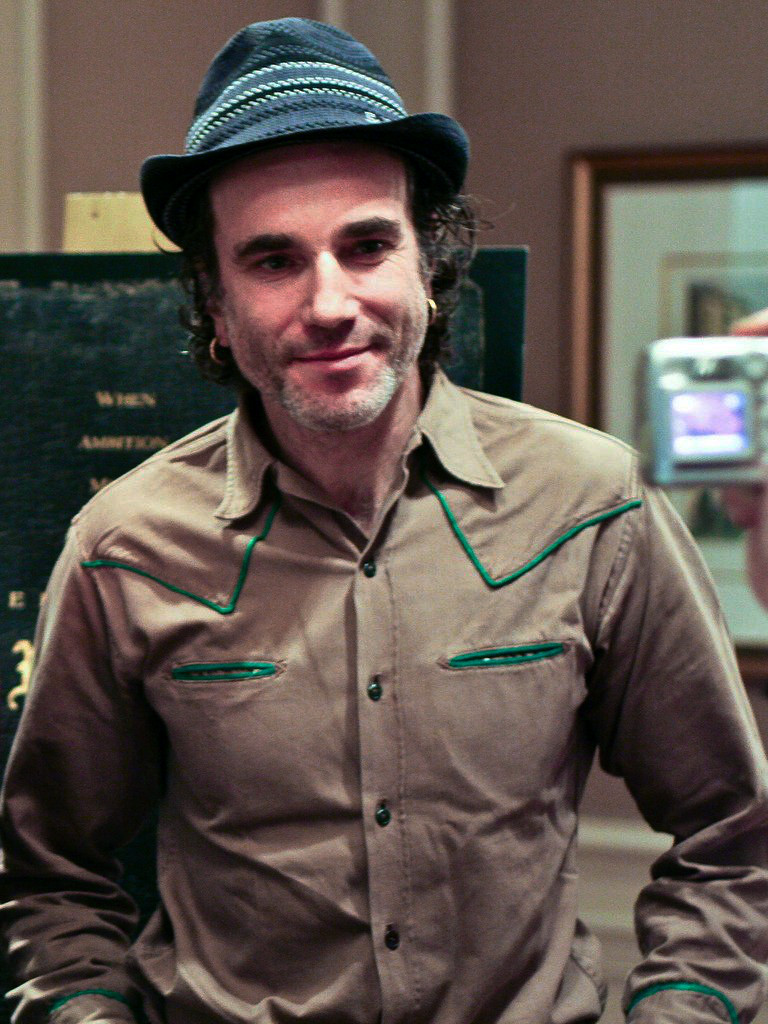
Daniel Day-Lewis (Gangs of New York), winnaar mannelijke acteur in een hoofdrol

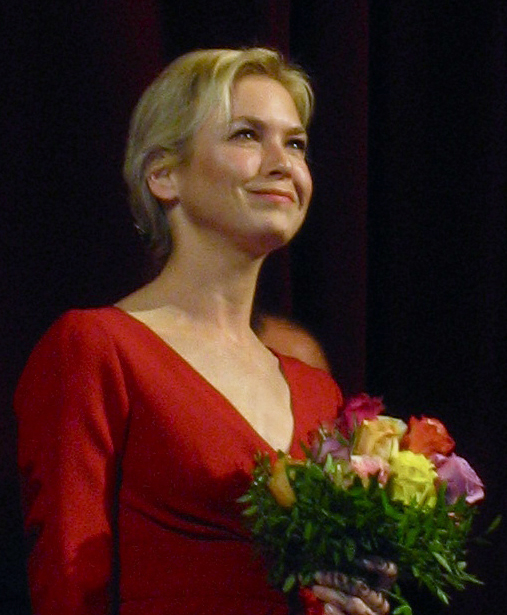
Renée Zellweger (Chicago), winnaar vrouwelijke acteur in een hoofdrol

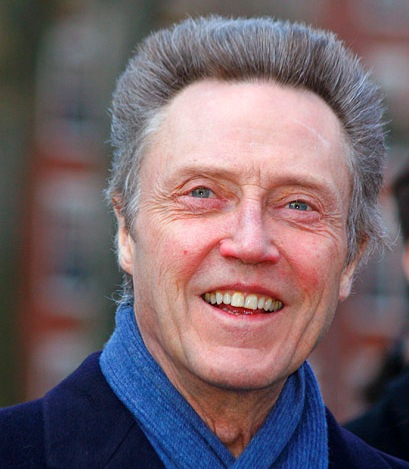
Christopher Walken (Catch Me If You Can), winnaar mannelijke acteur in een bijrol

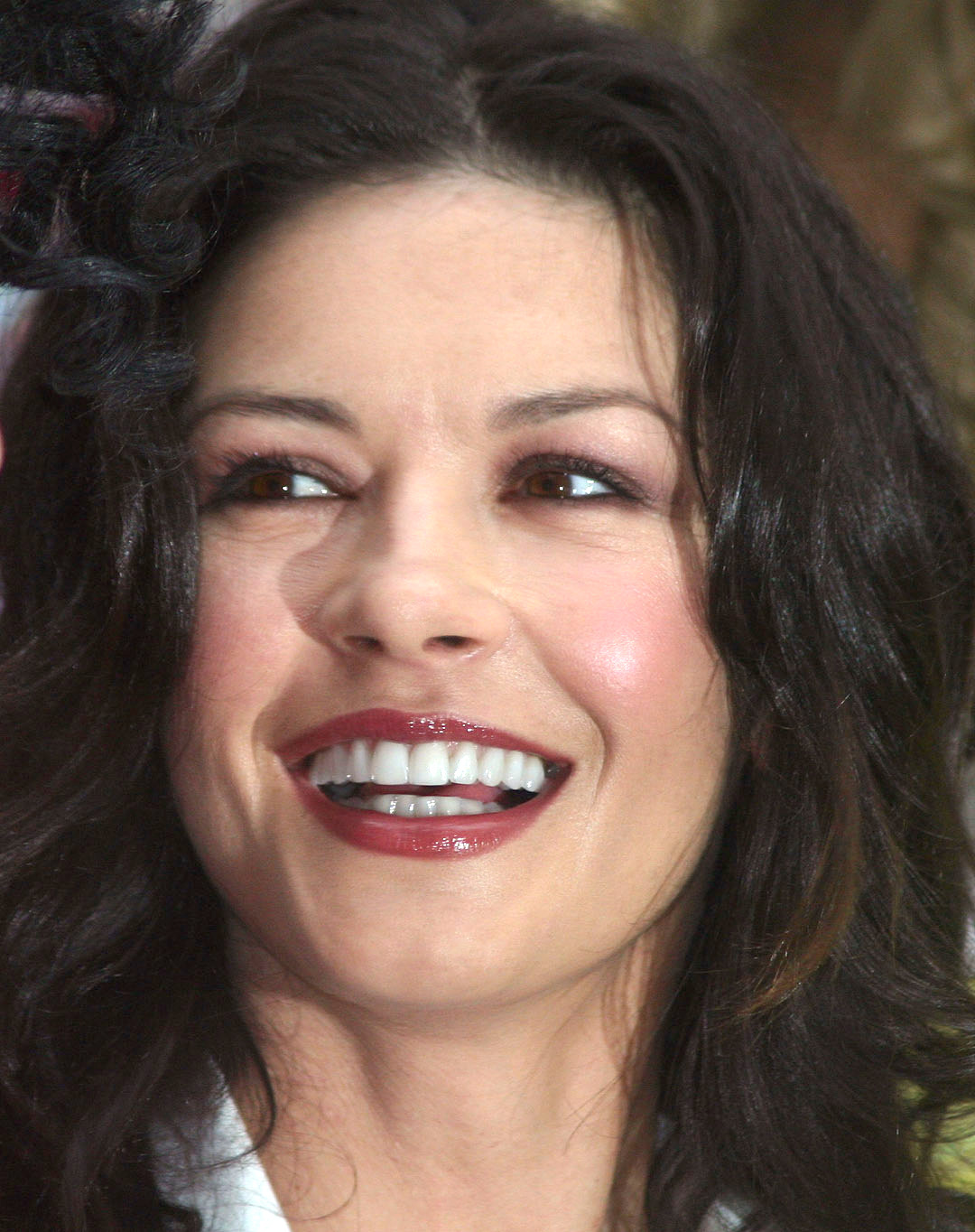
Catherine Zeta-Jones (Chicago), winnaar vrouwelijke acteur in een bijrol

De winnaars staan bovenaan in vet lettertype.

#### Cast in een film
Outstanding Performance by a Cast in a Motion Picture
- Chicago
  - Adaptation.
  - The Hours
  - The Lord of the Rings: The Two Towers
  - My Big Fat Greek Wedding

#### Mannelijke acteur in een hoofdrol
Outstanding Performance by a Male Actor in a Leading Role
- Daniel Day-Lewis - Gangs of New York
  - Adrien Brody - The Pianist
  - Nicolas Cage - Adaptation.
  - Richard Gere - Chicago
  - Jack Nicholson - About Schmidt

#### Vrouwelijke acteur in een hoofdrol
Outstanding Performance by a Female Actor in a Leading Role
- Renée Zellweger - Chicago
  - Salma Hayek - Frida
  - Nicole Kidman - The Hours
  - Diane Lane - Unfaithful
  - Julianne Moore - Far from Heaven

#### Mannelijke acteur in een bijrol
Outstanding Performance by a Male Actor in a Supporting Role
- Christopher Walken - Catch Me If You Can
  - Chris Cooper - Adaptation.
  - Ed Harris - The Hours
  - Alfred Molina - Frida
  - Dennis Quaid - Far from Heaven

#### Vrouwelijke acteur in een bijrol
Outstanding Performance by a Female Actor in a Supporting Role
- Catherine Zeta-Jones - Chicago
  - Kathy Bates - About Schmidt
  - Julianne Moore - The Hours
  - Michelle Pfeiffer - White Oleander
  - Queen Latifah - Chicago

## Televisie

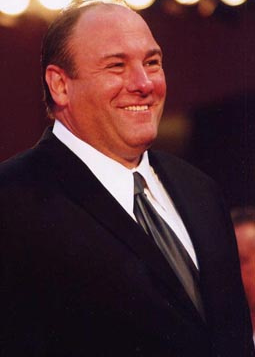
James Gandolfini (The Sopranos), winnaar mannelijke acteur in een dramaserie

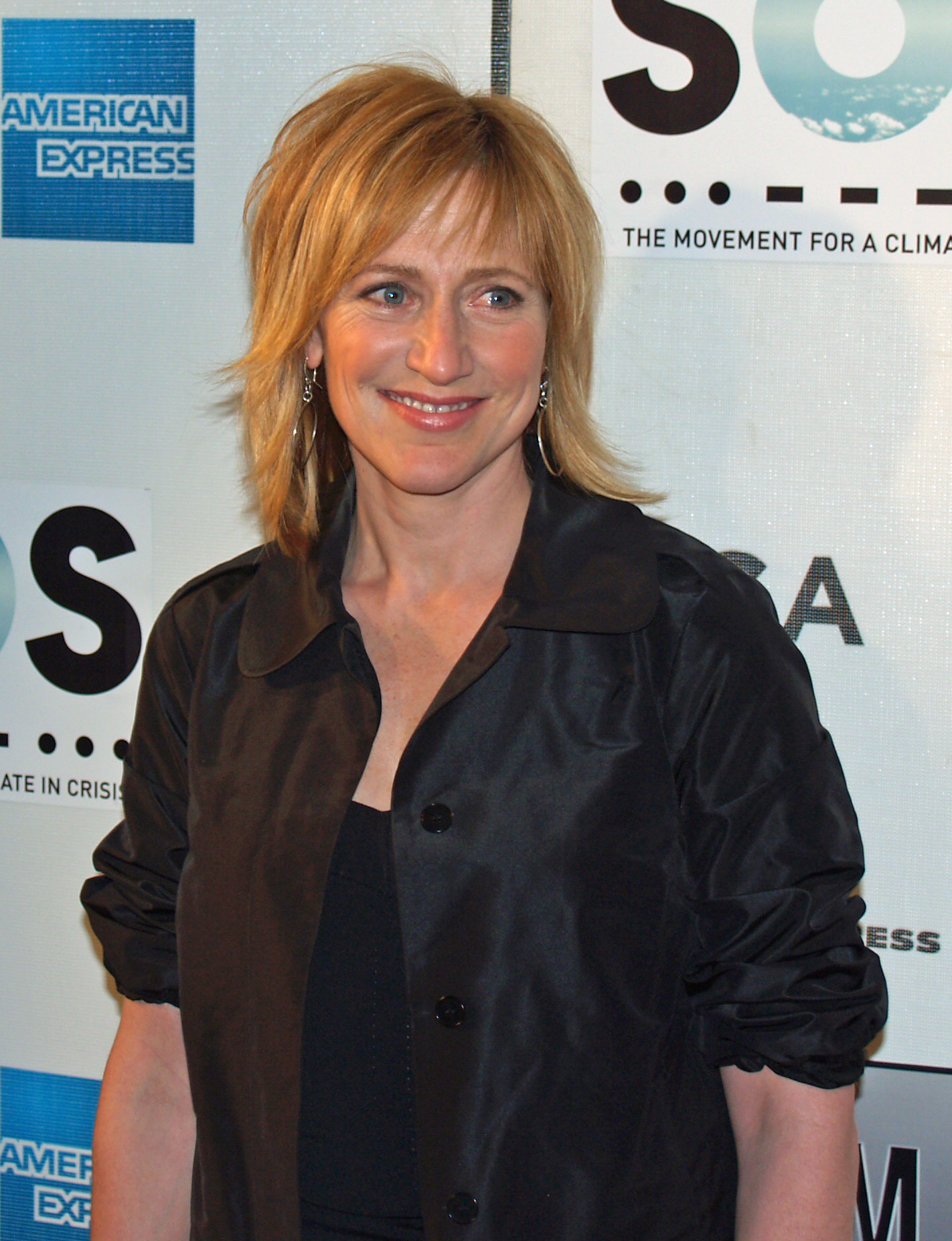
Edie Falco (The Sopranos), winnaar vrouwelijke acteur in een dramaserie

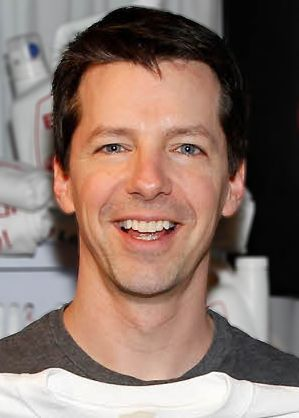
Sean Hayes (Will & Grace), winnaar mannelijke acteur in een komedieserie

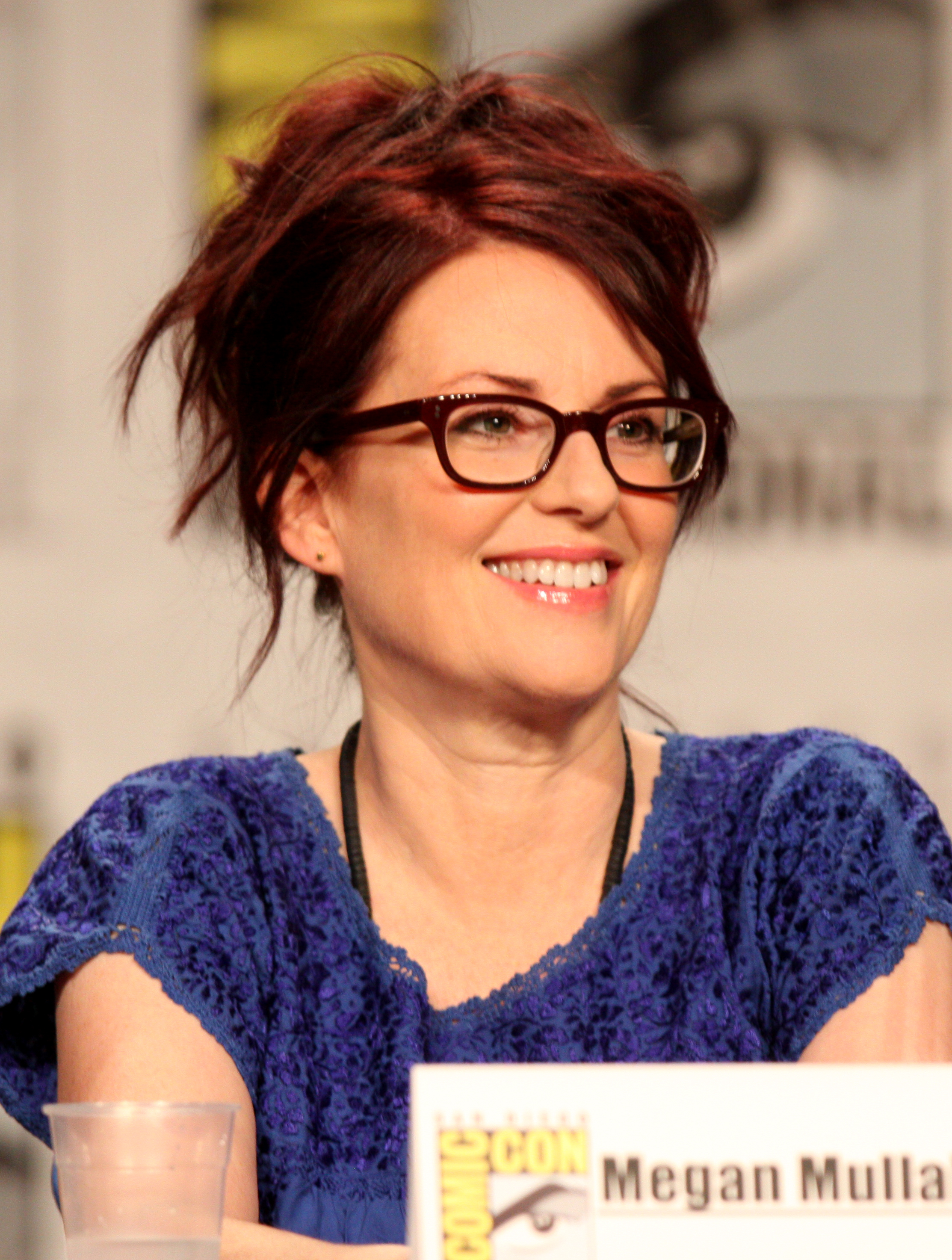
Megan Mullally (Will & Grace), winnaar vrouwelijke acteur in een komedieserie

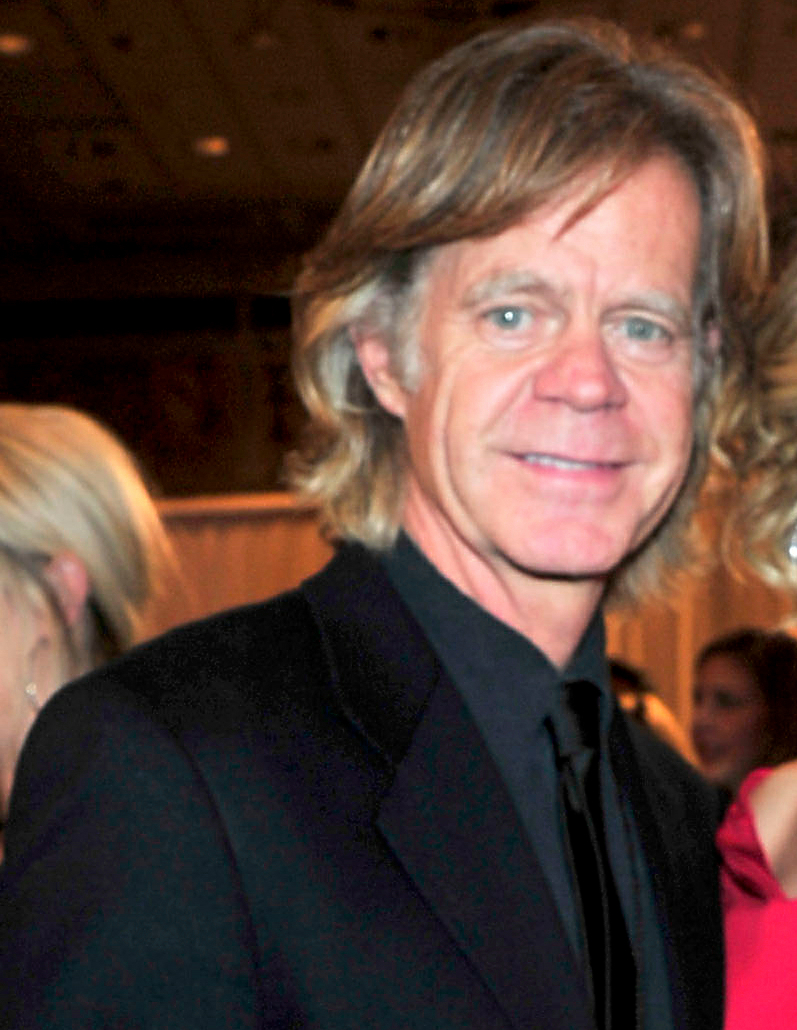
William H. Macy (Door to Door), winnaar mannelijke acteur in een miniserie of televisiefilm

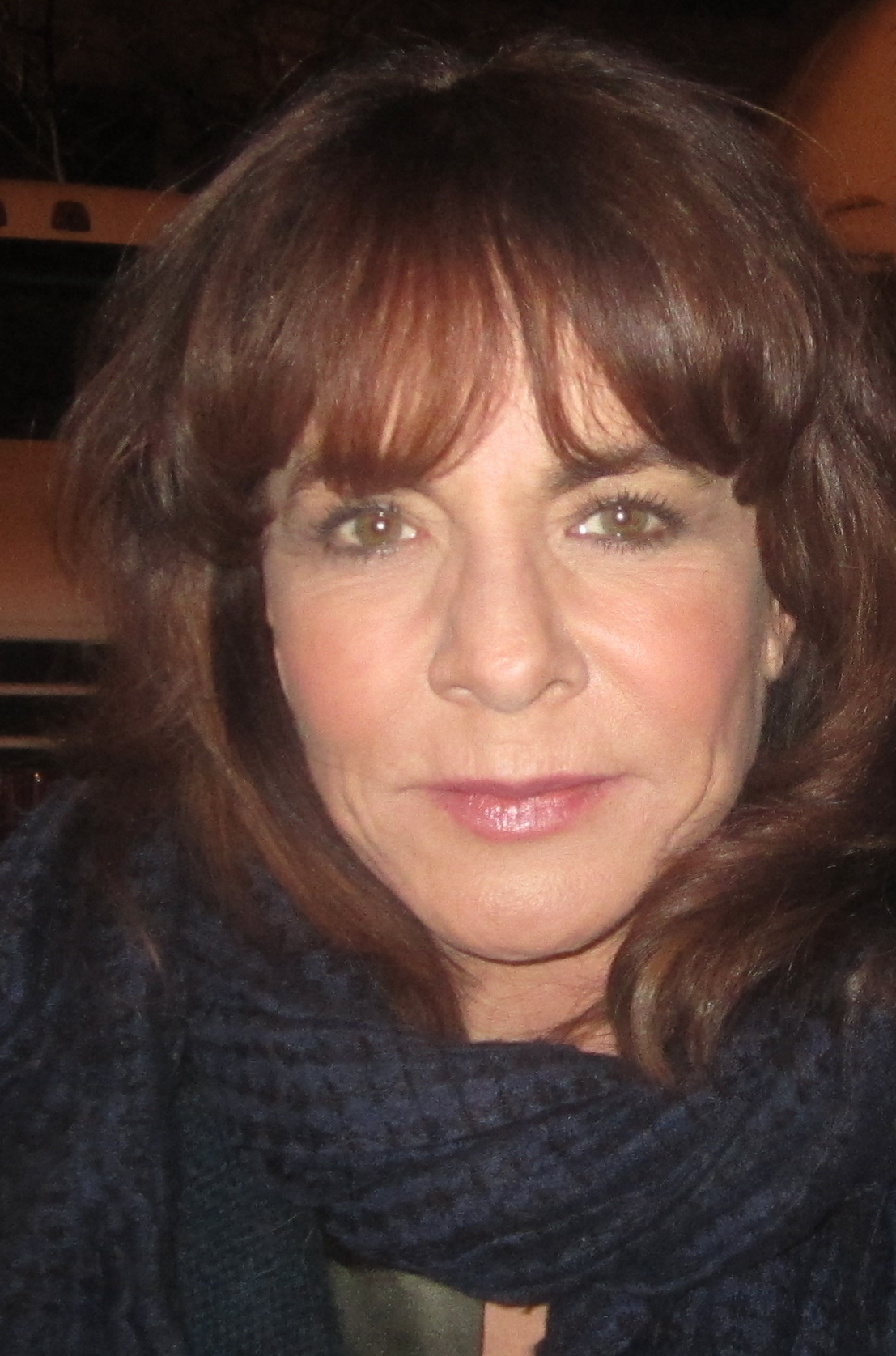
Stockard Channing (The Matthew Shepard Story), winnaar vrouwelijke acteur in een miniserie of televisiefilm

De winnaars staan bovenaan in vet lettertype.

#### Ensemble in een dramaserie
Outstanding Performance by an Ensemble in a Drama Series
- Six Feet Under
  - 24
  - CSI: Crime Scene Investigation
  - The Sopranos
  - The West Wing

#### Mannelijke acteur in een dramaserie
Outstanding Performance by a Male Actor in a Drama Series
- James Gandolfini - The Sopranos
  - Michael Chiklis - The Shield
  - Martin Sheen - The West Wing
  - Kiefer Sutherland - 24
  - Treat Williams - Everwood

#### Vrouwelijke acteur in een dramaserie
Outstanding Performance by a Female Actor in a Drama Series
- Edie Falco - The Sopranos
  - Lorraine Bracco - The Sopranos
  - Amy Brenneman - Judging Amy
  - Allison Janney - The West Wing
  - Lily Tomlin - The West Wing

#### Ensemble in een komedieserie
Outstanding Performance by an Ensemble in a Comedy Series
- Everybody Loves Raymond
  - Frasier
  - Friends
  - Sex and the City
  - Will & Grace

#### Mannelijke acteur in een komedieserie
Outstanding Performance by a Male Actor in a Comedy Series
- Sean Hayes - Will & Grace
  - Matt LeBlanc - Friends
  - Bernie Mac - The Bernie Mac Show
  - Ray Romano - Everybody Loves Raymond
  - Tony Shalhoub - Monk

#### Vrouwelijke acteur in een komedieserie
Outstanding Performance by a Female Actor in a Comedy Series
- Megan Mullally - Will & Grace
  - Jennifer Aniston - Friends
  - Kim Cattrall - Sex and the City
  - Patricia Heaton - Everybody Loves Raymond
  - Jane Kaczmarek - Malcolm in the Middle

#### Mannelijke acteur in een miniserie of televisiefilm
Outstanding Performance by a Male Actor in a Television Movie or Miniseries
- William H. Macy - Door to Door
  - Albert Finney - The Gathering Storm
  - Brad Garrett - Gleason
  - Sean Hayes - Martin & Lewis
  - John Turturro - Monday Night Mayhem

#### Vrouwelijke acteur in een miniserie of televisiefilm
Outstanding Performance by a Female Actor in a Television Movie or Miniseries
- Stockard Channing - The Matthew Shepard Story
  - Kathy Bates - My Sister's Keeper
  - Helen Mirren - Door to Door
  - Vanessa Redgrave - The Gathering Storm
  - Uma Thurman - Hysterical Blindness